# Кархут Василь Володимирович
Василь Володимирович Кархут (1 липня 1905, с. Марківці — 9 жовтня 1980) — український лікар, фітотерапевт, письменник. Особистий лікар митрополита УГКЦ Андрея Шептицького. В'язень концтабору «Береза Картузька», совіцьких таборів.

## Біографія
Василь Кархут народився у сім'ї священика УГКЦ, небіж (племінник) актора й режисера Леся Курбаса. Після закінчення початкової школи в рідному селі в 1913 році навчається в Українській приватній гімназії ім. Тараса Шевченка в Городенці. Директором цієї гімназії на той час був відомий письменник Антін Крушельницький. За словами Василя, саме він прищепив йому любов до рідного слова, до літератури.
У роки Першої світової В. Кархут був свідком того, як солдати-українці російської армії в селі Ясенів-Пільний у листопаді 1917 року вивісили на церкві синьо-жовтий прапор, а 3 листопада 1918 старшокласники гімназії в Городенці на чолі із сотником Іваном Чайкою без пострілу відібрали владу в поляків-шовіністів, встановили владу української держави — ЗУНР. За спогадами В. Кархута, ці події залишили незабутній слід у його серці на все життя.
Після смерті батька в 1919 році Василя Кархута переводять до Коломийської гімназії з українською мовою навчання, через два роки — до Львівської української академічної гімназії, яку він з відзнакою закінчує в 1924 році. Того ж року, на Різдво, раптово помирає мати.
Восени 1924 року вступає на медичний відділ Українського таємного університету у Львові. Після закриття поляками-шовіністами 1925 року цього університету студіює медицину в «університеті Яна II Казимира» у Львові, 3 червня 1932 року закінчує його.
У студентські роки є активним членом пластового куреня «Лісові чорти», редактором журналу «Вогні». Написав і видав свою книгу для пластунів «Перша, друга і третя проби пластуна», статті «Про сільський та ремісничий Пласт», оповідання «Казка».
У 1934 року у Львові В. Кархут одружується зі студенткою Львівської гімназії, дочкою священика УГКЦ Теодозією Кижик (Кижин), уродженкою села Вищі Луб'янки. Їх вінчав тесть — о. Петро Кижин. У Крем'янці відкриває лікарський кабінет і розпочинає приватну практику в містечку Крем'янець. На той час у місті було 25 лікарів-неукраїнців (поляків, євреїв). Завдяки новим методам лікування та чуйності у ставленні до пацієтів (перш за все незаможних українців) швидко став найпопулярнішим лікарем округи, до якого зрання записувались на прийом. Це викликало незадоволення інших місцевих лікарів, які вдавались до непорядних вчинків стосовно В. Кархута. На фасаді будинку, в якому вів прийом, він встановив табличку з написами українською (угорі) та польською мовами (унизу). Це викликало роздратування місцевої влади, за наказом якої поліціянт-поляк одного разу збив її, не пошкодивши. Лікар встановив таблицю знову. Восени 1938 було завершено зведення його будинку (2-пов., 8 кімнат, вул. Козубського, 6).
Був заарештований польською окупаційною владою в 1934 році, відбував ув'язнення, зокрема, у концтаборі «Береза Картузька» з липня 1934, кінцевий термін перебування тут невідомий.
На початку Другої світової війни працював лікарем на західному кордоні, референтом народного здоров'я Українського центрального комітету, захищав інтереси біженців із СРСР. Наприкінці вересня 1941 року гестапо за підозрою в приналежності до ОУН заарештувало В. Кархута (перебуває у Львівській в'язниці).
Після звільнення з ув'язнення поселяється у відомого львівського лікаря Мар'яна Панчишина. Працює завідувачем відділу внутрішніх недуг «Української лічниці» Андрія Шептицького.
Улітку 1944 року, після захоплення Львова Червоною армією, щоб уникнути арешту, вів напівпідпільний спосіб життя: вдень лікував у шпиталі підпільників, а під вечір ішов до села й приймав хворих селян. На початку серпня В. Кархут на пропозицію священика І. Котіва став особистим лікарем митрополита УГКЦ Андрея Шептицького, якому потрібен був постійний медичний догляд. Після смерті Андрія Шептицького В. Кархут знову виконує роботу, заради якої залишився в Україні, — лікує підпільників.
11 квітня 1945 року під час обшуку собору святого Юра й арешту митрополита Йосифа Сліпого енкаведисти вилучають архіви В. Кархута, які пізніше використають як свідчення проти нього на суді. Сам він іде в Словітські ліси на Львівщині до діючої повстанської армії. Восени Кархут приїздить до міста Заліщики на Тернопіллі. Сюди приїздить і його дружина — чекісти арештовують їх обох. Дружину В. Кархута згодом відпускають, його 5 серпня 1946 року військово-польовий суд у Києві засудив на 15 років каторжних робіт та 5 років обмеження у правах з конфіскацією майна. У 1991 році — через 11 років після смерті лікаря — цей вирок було визнано незаконним, а засудженого посмертно реабілітовано.
Після звільнення з ув'язнення у 1955 році В. Кархут працює лікарем в амбулаторії у селищі Нексикані. Після доносу його знову було засуджено на 8 років каторжних робіт. Але часто, працюючи лікарем або фельдшером і маючи трохи вільного часу, Кархут вивчає лікарські рослини і продовжує свою роботу над підготовкою серйозної книги з фітотерапії, яку йому вдалося видати лише після повернення до України. Водночас він пише і художні твори.
Здоров'я В. Кархута погіршувалося — він страждав від астми.
Навесні 1964 року звільнили з-під варти. Лише через рік він повертається до родини в Коломию. Його, як і ряд інших колишніх політв'язнів, переслідують проблеми з пропискою, влаштуванням на роботу. За допомогою колег і друзів, зокрема Івана Романюка, головного лікаря ЦРЛ із Снятина Михайла Остафійчука, а також дружини письменника Марка Черемшини, тодішнього директора музею письменника, лікаря В.Кархута вдалося прописати і влаштувати на вакантне місце лікаря-фтизіатра в тубдиспансері селища Заболотів Снятинського району, де він пропрацював майже три роки. Далі він працює на посаді терапевта дільничної лікарні села Кулачківці, а згодом — в амбулаторії с. Горішне Залуччя на посаді лікаря-терапевта. Там він закінчує підготовку до видання книги «Ліки навколо нас», яка виходить у світ у видавництві «Здоров'я» в Києві.
КДБ не заспокоюється, знову тероризує його. Коли дрібні нападки на лікаря не дають бажаного результату, на квартиру, де він мешкав, присилають двох пацієнтів сумнівної репутації. Лікар, нічого не підозрюючи, сумлінно оглядає і пацієнта, і пацієнтку, виписує їм рецепти. Вони виходять, залишаючи йому разом із подякою по 10 радянських рублів. Далі це фіксує міліціонер, який тут чомусь «ненароком» з'явився, показує присутнім мітки на грошах, складає протокол. Наступного дня відбулися збори колективу Снятинської центральної районної лікарні, на яких рекомендували головному лікареві ЦРЛ звільнити лікаря В. Кархута з роботи (на «зборах колективу» голосувати не пропонували, побоюючись, напевно, що не буде більшості «за»). Того дня В. Кархута було звільнено з роботи «за власним бажанням».
За цих обставин В. Кархут повертається до Коломиї, знову шукає роботу, хворіє. Водночас не припиняє творчої праці — виходять у світ друге і третє (виправлені й доповнені) видання книги «Ліки навколо нас». 1980 року автор практично закінчив свою фундаментальну працю «Аптека живої природи».
Ця праця побачила світ за назвою «Жива аптека» лише через 12 років після смерті автора. У передмові до цієї книги відомий сучасний український фітотерапевт Євген Товстуха пише:

| «Жива аптека» — багаторічна і остання праця автора, добре знаного в Україні, як уважного, серйозного спеціаліста, чи не найвидатнішого фітотерапевта за останні десятиріччя. Це ж у часи адміністративних шибениць, коли у прокрустовому ложі моноідеології тримали будь-яку ідею або знищували її носіїв фізично, праці автора зберегли спадкоємність поколінь, нагадували, що є на світі тисячолітня наука українського народу, яку не годиться перекреслювати і яка послуговує вічним арсеналом цілющого зела профілактиці і лікуванню недуг. |

Д-р Кархут Василь Володимирович помер у Львові 9 жовтня 1980 року, ледь поминувши відмітку — 75 років; похований у Коломиї. Ось що писав про похорони репресований воїн УПА Іван Прошак в газеті "Вісник Коломиї" у 1992 році:

| З великим жалем у жовтні 1980 року коломияни попрощалися зі своїм лікарем, невтомним борцем за волю України Василем Володимировичем Кархутом, який усе своє тернисте життя віддав науковому вивченню народної медицини. |

## Літературна творчість
1. Кархут В. Непорозуміння / Тижневик Галичини, 1999.
2. Кархут В. Цупке життя: Новелі.— Львів: Батьківщина, 1937 — 95 с.
3. Кархут В. Окрилена земля'. Повість.— Івано-Франківськ: Лілея-НВ, 2003. — 128 с.
4. Кархут В. Цупке життя: (Повість про вовків) / Вінєта й ілюстрації арт.-мал. Е. Козака: Передм. Б. Гошовського.— 2-е видання— Краків: Украінське Вид-во, 1940. — 112 с.: іл.
5. Кархут В. Пшеничні нетрі: (Збірка оповідань) / Вінєта й ілюстрації в тексті В. Баляса; Ініціяли М. Левицького; Кінцівки Н. Киселевського.— Краків; Львів: Украінське Вид-во, 1942. — 63 с.: іл. — (Б-ка «Дорога».— Ч. 18).

## Наукові та науково-популярні книги
- Кархут В. В. Ліки навколо нас. — 4-те вид. — К. : Здоров'я, 2001. — 232 с. : 36 арк. іл. — ISBN 5-311-02531-X.
- Жива аптека / Кархут В. В. — К.: Здоров'я, 1992. — 312 с. — ISBN 5-311-02680-4.

## Вшанування
- Пам'ятна дошка у Крем'янці на будинку Олександра Глувка (вул. Шумська, 21), де проживав у 1934-39 роках.[2]